# Посольство Беларуси в США
Посольство Белоруссии в Соединённых Штатах Америки (англ. Embassy of the Republic of Belarus in the United States of America) — дипломатическая миссия Республики Беларусь в Соединённых Штатах Америки. Посольство находится в столице США, городе Вашингтоне, округ Колумбия.

## История
Соединённые Штаты вторыми, после Украины, признали независимость Белоруссии 25 декабря 1991 года, после чего между двумя странами установились дипломатические отношения. В 1992 году в Вашингтоне открылось белорусское посольство, а в Минске — американское. В следующем году посольство Белоруссии переехало на своё нынешнее место на Нью-Гэмпшир-авеню.
После дипломатического скандала в 2008 году американо-белорусские отношения оказались практически полностью заморожены после того, как Минск и Вашингтон на взаимной основе отозвали послов и до минимума сократили количественный состав диппредставительств. К концу 2008 года в посольстве США в Минске осталось всего пять дипломатов, а в белорусском посольстве в Вашингтоне и в консульстве Белоруссии в Нью-Йорке — шесть. С того времени посольства обеих стран стали возглавлять не посолы, а временные поверенные.
В сентябре 2019 года во время встречи президента Белоруссии Александра Лукашенко и заместителя госсекретаря по политическим вопросам Дэвида Хейла было принято решение о восстановлении межгосударственных связей на уровне послов. 1 февраля 2020 года во время визита в Минск госсекретарь США Майк Помпео объявил о назначении американского посла в Беларуси в ближайшее время. В феврале 2020 года послом США в Белоруссии была утверждена Джули Фишер, а послом Белоруссии в США — заместитель министра иностранных дел Республики Беларусь Олег Кравченко, в июле того же года. Однако сам Кравченко так и не успел уехать в Вашингтон, и вскоре скончался в декабре 2020 года. В это же время посольство Белоруссии начал возглавлять временный поверенный Дмитрий Басик, а после — Павел Шидловский.

## Послы
- Сергей Мартынов (1992—1997)
- Валерий Цепкало (1997—2002)
- Михаил Хвостов (2003—2009)
- Олег Кравченко в.п. (2008—2014)
- Павел Шидловский в.п. (2014—2019)
- Дмитрий Басик в.п. (2019—2022)
- Павел Шидловский в.п. (2022 — наст. время)